# Kältewelle in Europa 2012
Die Kältewelle in Europa Januar/Februar 2012 war ein Kälteeinbruch während des Winters 2011/2012, der beginnend in der dritten Januarwoche in weiten Teilen Europas und angrenzenden Räumen für langanhaltende tiefe Fröste und darüber hinaus für schwere Schneefälle im Mittelmeer- und Schwarzmeerraum sorgte. Sie wurden von den Russlandhochs Cooper und Dieter, dem Island-/Ostseetief Gisela, den Mittelmeertiefs Julia und Lucina und dem Tief Olivia  verursacht.
Infolge der Kältewelle starben mehr als 600 Menschen (direkte Kälteopfer).
Ein Nachlassen der Kälte brachte das Einsetzen von Tauwetter in Osteuropa am 18./19. Februar. Danach gab es an vielen Fließgewässern Probleme mit Eisstau und Überschwemmungen.

## Meteorologische Grundlagen

### Verlauf und Synopse
Um den 20. Januar 2012 bildete sich über Zentralsibirien ein großflächiges und starkes Hochdruckgebiet, Cooper genannt.
Bis zum 29. Januar 2012 stieg der Kerndruck über dem nordrussisch-finnischen Grenzgebiet auf etwa 1055 hPa.
Cooper zerfiel schon am Tag darauf über dem Weißen Meer, wurde jedoch von einem weiteren kontinentalen Hochdruckgebiet, Dieter genannt, abgelöst, das sich östlich von Cooper im Nordural-Gebiet stabilisierte und dort eine Weile verharrte. Es erreichte am 30. Januar 2012 mehr als 1065 hPa; später entstand eine Brücke zu einem aus dem Azorenhoch verschleppten Biskayahoch.
Am 5. Februar zerfiel das Hoch in zwei Kerne, dessen westlicher, Dieter II, sich über der Ostsee verlagerte, und bis zum 8. des Monats über die britischen Inseln zog, während Dieter I nordwärts von Zentralosteuropa nach Nordskandinavien zog. Um den 10. vereinigten sich die Kerne wieder über Zentraleuropa und zogen nach Osten, wodurch sich erneut eine Hochdruckbrücke nach Westeuropa bildete. Neuerlich strömte großräumig polare Kaltluft nach Mitteleuropa ein und brachte (besonders dem östlicheren Europa und dem Balkan) bis in die dritte Februarwoche weitere Kälterekorde. Cooper/Dieter waren damit schon über einen Monat im ganzen östlichen Europa wetterwirksam.
Parallel setzte sich das Islandtief Gisela am 20. Januar über der Ostsee fest und steuerte bis 24. des Monats seine Fronten gegen die nach Mitteleuropa einströmenden polar-sibirischen Kaltluftmassen.
Dabei kam es im Nordoststau des Karpatenbogens wie auch des Balkangebirges zu starken Schneefällen.
Am 30./31. Januar entstand aus dem Höhentief Ines ein Mittelmeertief Julia, das zunächst über dem Tyrrhenischen Meer lag, sich dann in die untere Adria verlagerte und im zentralen Mittelmeerraum große Feuchtigkeitsmengen gegen die Kältezonen steuerte. Umgekehrt zog dieses Tief auch sibirische Luftmassen bis über die Iberische Halbinsel und Nordafrika (bis 3. Februar auch angetrieben von einem kleinen Zwischentief über der Ostsee namens Katarzyna).
Westeuropa streifte ab diesem Tag die Front eines Islandtiefs, das für Schnee und Eisregen sorgte. Erst neun Tage nach Bildung verlagerte sich Tief Julia am 8. Februar gegen Osten und zerfiel über Anatolien, während gleichzeitig die Front eines kleinen Tiefs Lucina, das sich zwischen Dieter I und II über der Ostsee gebildet hatte, auf einer „inversen Vb-Bahn“ als Höhentiefkern in den Mittelmeerraum zog und sich abermals über der Adria als Tief stabilisierte.
Diese instabile Umschichtung führte im Donauraum und am Balkan zu der äußerst seltenen Erscheinung eines teils ergiebigen Schneefalls bei gleichzeitig sehr tiefen Temperaturen bis –15 °C. Die Bora über der oberen Adria erreichte zu der Zeit Orkanstärke. Bis zum 13. Februar wanderte das Tief Lucina auf typischer Vc-Bahn in den nördlichen Schwarzmeerraum und zog einen weiteren Kältestrom auf den Balkan.
Mit dem 8. Februar bildete sich auch über dem südlichen Ural ein Tiefdruckkern. Dieser führte mit dem noch instabilen Mittelmeertief zu orkanartigen Presswinden, die aus den ukrainischen Kältegebieten über das Schwarze Meer bis nach Anatolien vordrangen und im Kaukasusgebiet heftige Schneefälle brachten. Dieses Zentrum zog um den 14. über das europäische Russland nach Norden.
Nach dem Wochenende des 11./12. Februar zogen die Fronten eines kräftigen Island-/Skandinavientiefkomplexes Nicole/Olivia/Patricia/Quiana über Westeuropa und brachten dort weitgehende Entspannung der Kälte, aber teils Eisregen, teils heftige Stürme und ergiebigen Schnee, auch in Ost- und Südosteuropa stiegen die Temperaturen deutlich.
Dabei zog der Kern Olivia – der sich über Mittelskandinavien gebildet hatte, eine ebenfalls seltene Tieftrajektorie – über die Ostsee in den Balkanraum und über Anatolien und brachte dort besonders der Nacht 16. auf 17. enorme Schneefälle mit Verwehungen und, nach Osten abziehend, einen weiteren Kältevorstoß, der im Balkanraum die bisher tiefsten Temperaturen des Ereignisses hervorbrachte. Hier kam es erst um den 18./19. des Monats zu einer Entspannung, wobei aber noch verbreitet weiter leichter Dauerfrost herrschte, im europäischen Russland um den 23.
Die Blockadesituation des massiven Hochs über Europa hatte weitere Wetteranomalien zur Folge. Auf den britischen Inseln, wo die Luft durch den Golfstrom und das die Inseln umgebende relativ warme Wasser normalerweise relativ feucht ist, nahm die schon bisher abnorme Wintertrockenheit zu, den ganzen Winter waren kaum Niederschläge gefallen. So kam es schon ab der dritten Februarwoche in Südostengland zu Wasserknappheit. In den Alpen hingegen endete die Kältewelle am 14./15. Februar mit stürmischem Wind und teilweise ergiebigen Schneefällen, hier herrschte in der zweiten Februarhälfte enorme Lawinengefahr, mit etlichen großen Schadlawinen, und gegen Monatsende gebietsweise Überflutungen durch große Schmelzwassermengen.
| Temperaturanomalie (Abweichung vom langjährigen Mittel): - Europa, 25.1.–1.2. (1) (NASA) - Europa, 29.1.–4.2. (NWS-NOAA) |

### Klimatologische Großlage
Die erste Winterhälfte 2011/12 war überdurchschnittlich warm verlaufen: in Mitteleuropa waren bis Mitte Januar nur wenige Tage mit Frost zu verzeichnen. Nur in den Tiroler Alpen hatte es im Verlauf des Orkans Andrea im Januar kurzzeitig große Neuschneemengen gegeben. Auch der Rest des Winters war vergleichsweise mild, sodass die vierwöchige strenge Frostperiode besonders signifikant im Wettergeschehen herausragt.
Die Kälte erstreckte sich weitgehend über ganz Eurasien, gleichzeitig herrschte in Zentralasien, besonders Usbekistan und Tadschikistan, ebenfalls eine besondere Kälte, die als Rekordkältewelle bis Pakistan übergriff. Amga in Russland maß am 13. und 14. Januar −55,8 °C. In Nordostchina und der Inneren Mongolei herrschten Temperaturen um die −30 bis −40 °C, wie seit 28 Jahren nicht mehr.
Die Kältewelle wird als typische Auswirkung der zu dieser Zeit negativen Arktischen Oszillation (AO) gesehen, die zu vergleichsweise milden Temperaturen in der Arktis und Kälte in den gemäßigten Breiten führt. So wurde in den frühen Morgenstunden des 8. Februar am Flughafen Longyearbyen auf dem arktischen Inselarchipel Spitzbergen (Svalbard) mit 7 °C die höchste Februartemperatur seit Beginn der Aufzeichnungen registriert. Damit war Longyearbyen – auf einer geographischen Breite von 78° 13′ Nord – der wärmste Ort Norwegens. Abnorme Wärme gab es auch in Ostkanada, in Alaska hingegen wurde mit bis zu −50 °C der kälteste Januar der 93-jährigen geschlossenen Aufzeichnungen vermerkt.
Parallel entstand eine relativ seltene Abweichung zur Nordatlantischen Oszillation (NAO), deren Index positiv war, der AO-Index negativ. Das ging einher mit einer Verlagerung des polaren Jet Streams, der statt der regulären West-Ost-Richtung in der Hochphase der Kältewelle auf eine Schleife Nordskandinavien – Britische Inseln – Nordspanien – Libyen rund um Europa verlagert war.
Das Phänomen steht auch in engem Zusammenhang mit dem gleichzeitig aufgetretenen Maximum der La-Niña-Periode. Global gesehen war aber der Januar wie der Februar 2012 vergleichsweise warm.

### Abschätzung der Jährlichkeit
Im Mittelmeerraum dürfte die Kältewelle den strengsten Winter seit 50 Jahren dargestellt haben, also seit den Wintern 1965 und 1962/63, die Schneefälle in Italien waren seit 1985 und 1986 nicht mehr so heftig; am Balkan, wo auch im Januar 1987 eine Rekordkälte registriert worden war, handelte es sich gebietsweise um einen der kältesten Winter seit Beginn der meteorologischen Aufzeichnungen und die schwerste Schneekatastrophe seit 63 Jahren (den strengen Winter 1948/49).
Im östlicheren Europa war es der strengste Frostwinter seit 15 Jahren, der Kältewelle 1996/1997.
In Wien beispielsweise waren es zwölf Tage in Folge unter minus zehn Grad, noch länger eisig – 16 Tage – war es zuletzt 1954.
Im westlicheren Mitteleuropa hingegen bewegte sich die Kälte bisher im Rahmen der Witterung, wie sie etwa alle zehn Jahre im Winter herrscht, vergleichbar den Jahren 2006, 1996 und 1985, als 14-Tages-Ereignis aber etwa in der Schweiz unter den zehn extremsten seit Messbeginn 1864. In Hamburg in Norddeutschland beispielsweise fand das Alstereisvergnügen nach 15 Jahren wieder einmal statt, der Bodensee in Süddeutschland hingegen war beim Seegfrörne im Winter 1962/63 zuletzt in ähnlichem Maße vereist.
Die nachfolgende Frühlingsdürre in England dürfte ein 30-jähriges Ereignis darstellen, dort hat es seit 1976 nicht mehr so geringen Niederschlag gegeben.
Die Kältewelle im Januar 2017 übertraf diese Kälte, insbesondere im Mittelmeerraum, wo jene besonders weit nach Süden vordrang, an Tiefstwerten und Schneefall.

## Auswirkungen

### Östliches, nördliches und westliches Europa

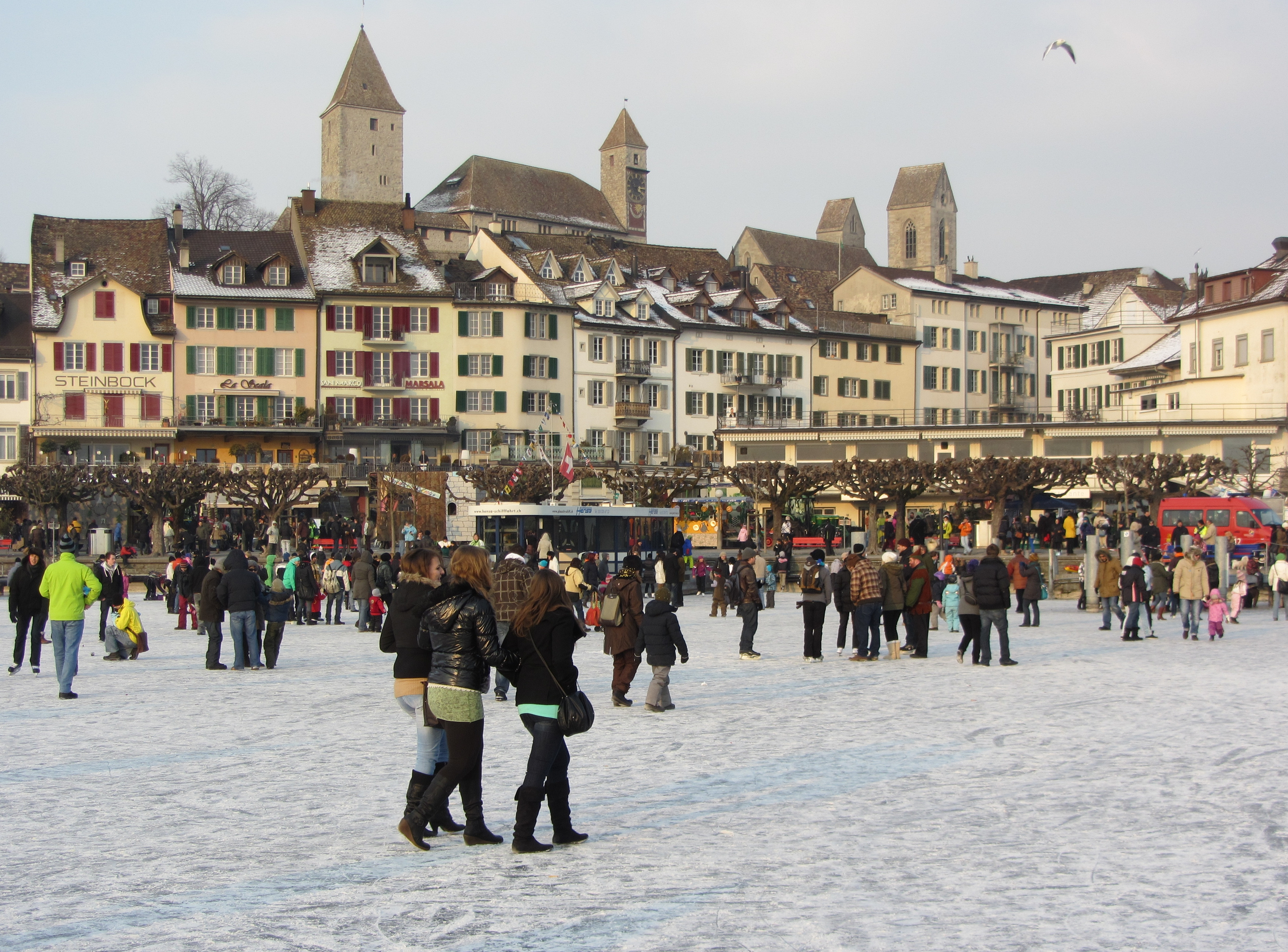
Seegfrörni im Hafen Rapperswil, Zürichsee, 12.2.

Die Nordhälfte Europas war in erster Linie von großer Kälte betroffen und – bis auf einen frühen Schneeeinbruch – von Niederschlagsarmut.
Die Schneefälle der dritten Januarwoche mit bis zu einem Meter Schnee in wenigen Tagen trafen im Besonderen die Slowakei und Bulgarien.
Schon am Sonntag, dem 22., brach im nordslowakischen Námestovo eine Eislaufhalle unter den Schneemassen zusammen.
Finnland verzeichnete in Kuusamo Kiutaköngäs im ostfinnischen Hügelland mit −39,2 °C am 2. Februar die europaweit niedrigsten Temperaturen;
Schweden in Kvikkjokk, Lappland, in der Nacht auf den 3. sogar −42,7 °C.
Der Ort Kvilda im tschechischen Böhmerwald notierte am 6. Februar mit −39,4 °C die tiefsten Temperaturen Mitteleuropas.
Die absolut tiefste Temperatur Europas maß aber die Schweiz mit –45 °C auf der Glattalp SZ in 1800 m am 6. Februar und noch immerhin –35,1 °C im bewohnten Raum in Samedan GR.
Betroffen von der einsetzenden Kältewelle war dann vor allem die Ukraine, schon Ende Januar sanken hier die Temperaturen unter −30 °C, zu der Zeit waren hier bis zu 30, per 3. Februar schon über 100, bis Ende der ersten Februarwoche über 130 Erfrierungstote zu verzeichnen. Die ukrainische Regierung ließ verlautbaren, dass es sich hauptsächlich um Folgen von Alkoholmissbrauch handele.
Auch in Polen waren bis zum 4. Februar bis 45 Opfer zu vermelden, in Rumänien 30.
Das Baltikum verzeichnete ebenfalls Temperaturen bis −30 °C, Moskau meldete schon seit Anfang der letzten Januarwoche Nachttemperaturen bis −25 °C.
Ende Januar erreichte die Kälte Südfrankreich, dieser Raum war schon vom Mittelmeertief erfasst, auf Korsika fielen 40 cm Schnee, und zeitweise waren 14.000 Haushalte ohne Strom.
Im Raum Helsinki kam es Anfang Februar zu Schneestürmen mit schweren Massenkarambolagen.
Auch Belgien wurde von den Schneefällen überrascht, um Brüssel kam es Anfang des Wochenendes 4./5. zu noch nie dagewesenen 1.100 km Stau.
Gleichzeitig erreichten die Schneefälle auch die Britischen Inseln, mit bis zu 15 cm Schnee in ganz Mittel- und Nordengland und Eis in Wales, London-Heathrow strich zahlreiche Flüge.
In Deutschland war die Elbe ab Magdeburg abwärts, der Elbe-Havel-Kanal in voller Länge aufgrund Vereisung unbefahrbar; teilweise auch der Main-Donau-Kanal. Die Insel Spiekeroog wurde zum zweiten Mal in ihrer Geschichte aus der Luft versorgt: der Fährverkehr wurde wegen starken Eisgangs auf der Nordsee am 7. Februar 2012 eingestellt. Auf dem Bodensee war der Konstanzer Passagierschiff-Hafen zuletzt während der Seegfrörne 1963 in ähnlichem Ausmaß vereist.
Mit den Schneefällen der dritten Februarwoche brach mit Schneehöhen von bis zu über 70 cm in wenigen Tagen besonders in der Slowakei und Tschechien Verkehrschaos aus. Im ganzen Okres Čadca in der Nordwestslowakei musste der Notstand ausgerufen werden, und auch in Považská Bystrica.

### Mittelmeer, Donauraum und Balkan

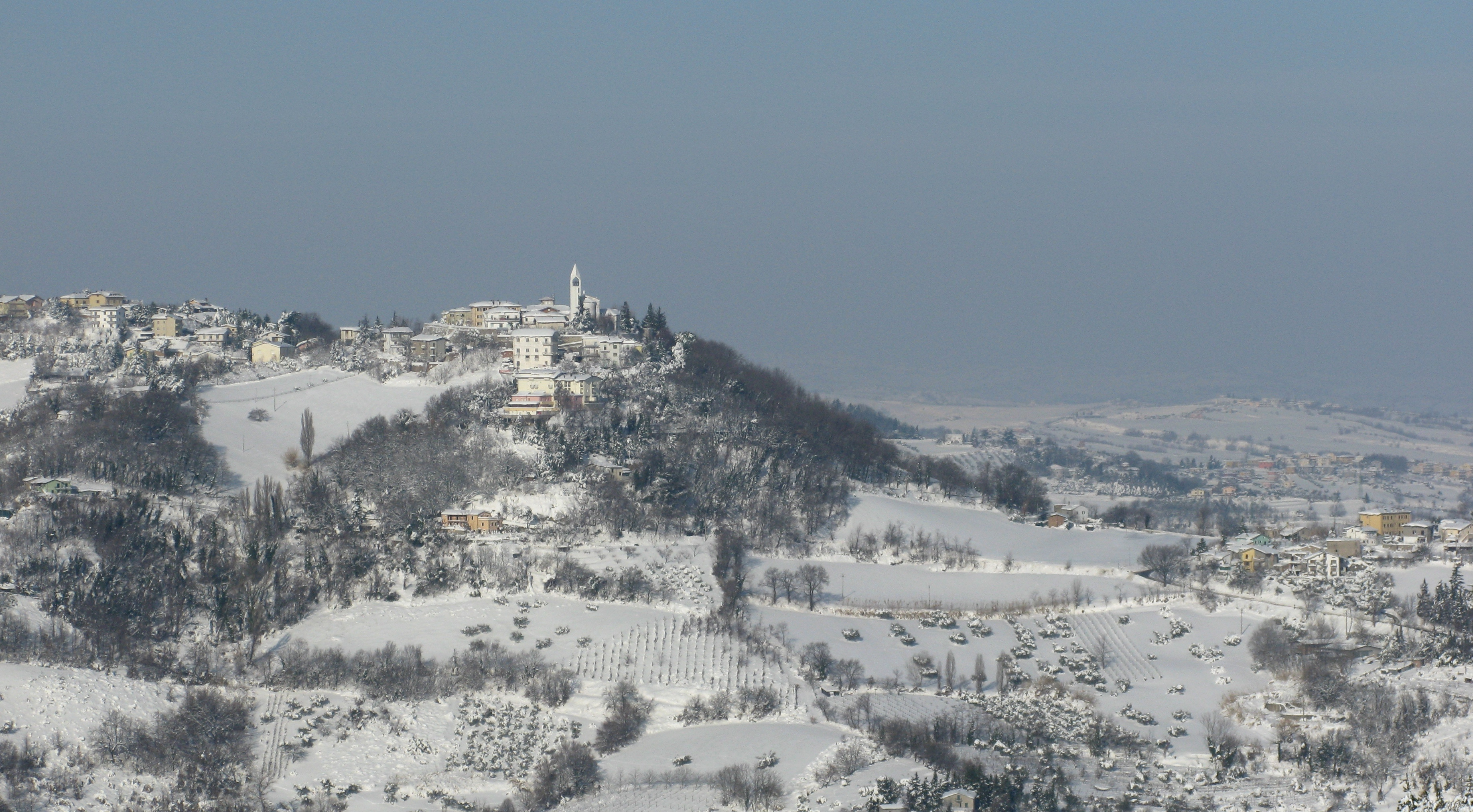
Gemmano, Emilia-Romagna, südlich Rimini, am 9. Februar

Die Italienische Halbinsel, die Balkanhalbinsel sowie der Donauraum waren neben großer Kälte ebenfalls von starken Schneefällen betroffen; Erfrierungsopfer melden auch die meisten Länder dieses Raums, ebenso weitreichende Verkehrsbehinderungen und wirtschaftliche Folgen. Die Kältewelle erfasste den Maghreb im westlichen Mittelmeerraum genauso wie die Ägäis, die türkische Mittelmeerregion und die Levante im östlichen Teil des Mittelmeergebietes.
Auf der Iberischen Halbinsel fiel die Temperatur Anfang Februar teils deutlich unter den Gefrierpunkt;
Schnee fiel auch auf Mallorca wie seit 1956 nicht mehr, im Atlas und sogar in Algier, Algerien, in Südtunesien bei Gabès schneite es seit 70 Jahren das erste Mal, am 6. Februar überzog ein Schneesturm Libyen.
Auch in der Südtürkei fielen die Werte schon Anfang Februar unter den Gefrierpunkt.
In Italien meldete die Toskana am 3. Februar 25 cm Schnee und Latium mit Rom eine geschlossene Schneedecke, und die Abruzzen schweren Schnee (Fabriano/Marken am 7. Februar 80 cm).
Es kam zu Stromausfällen (zeitweise waren bis zu 120.000 Menschen ohne Strom) und zu Verkehrsbehinderungen (das Militär wurde zur Schneeräumung eingesetzt); in Rom brach vor dem Wochenende des 4./5. Februar der Verkehr vollständig zusammen.
Bis in die zweite Februarwoche herrschten in ganz Nord- und Mittelitalien tiefwinterliche Verhältnisse, besonders in den Marken, in Umbrien, den Abruzzen und der Emilia-Romagna.
In Rom brach nach den Schneefällen des 11./12. Februar neuerlich der Verkehr zusammen; am Flughafen Fiumicino mussten 2.000 Passagiere die Nacht im Flughafengebäude verbringen.
Südtirol maß mit –32,1 °C am 10. Februar die tiefste jemals in Südtirol gemessene Temperatur (Wetterstation Signalgipfel des Wilden Freigers, 3.400 m) und extreme Trockenheit (Brixen etwa registrierte den gesamten Monat Februar überhaupt keinen messbaren Niederschlag, Bozen nur an einem Tag).

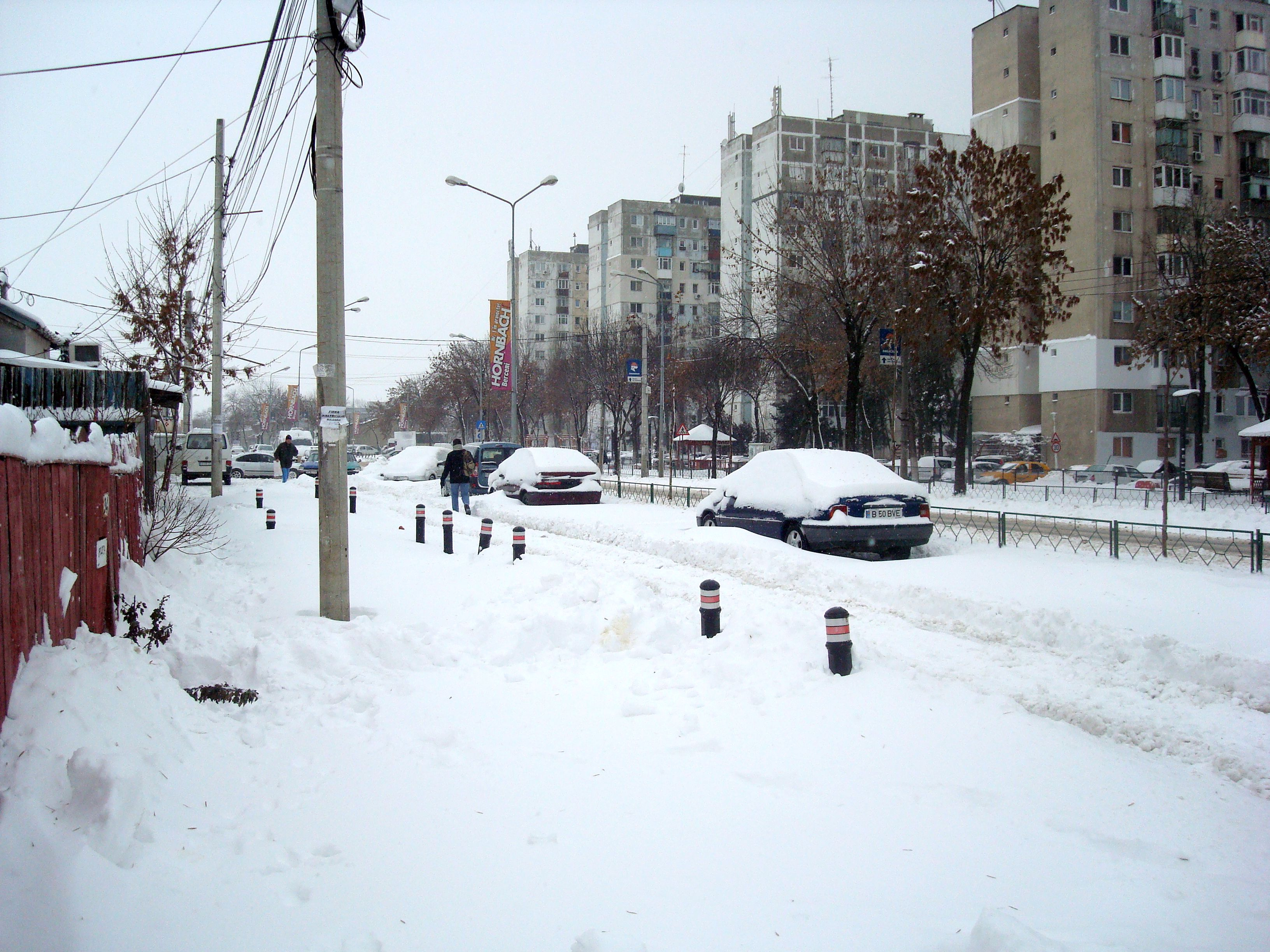
Bukarest am 26.1. (dsslb. 13. Februar, Video)

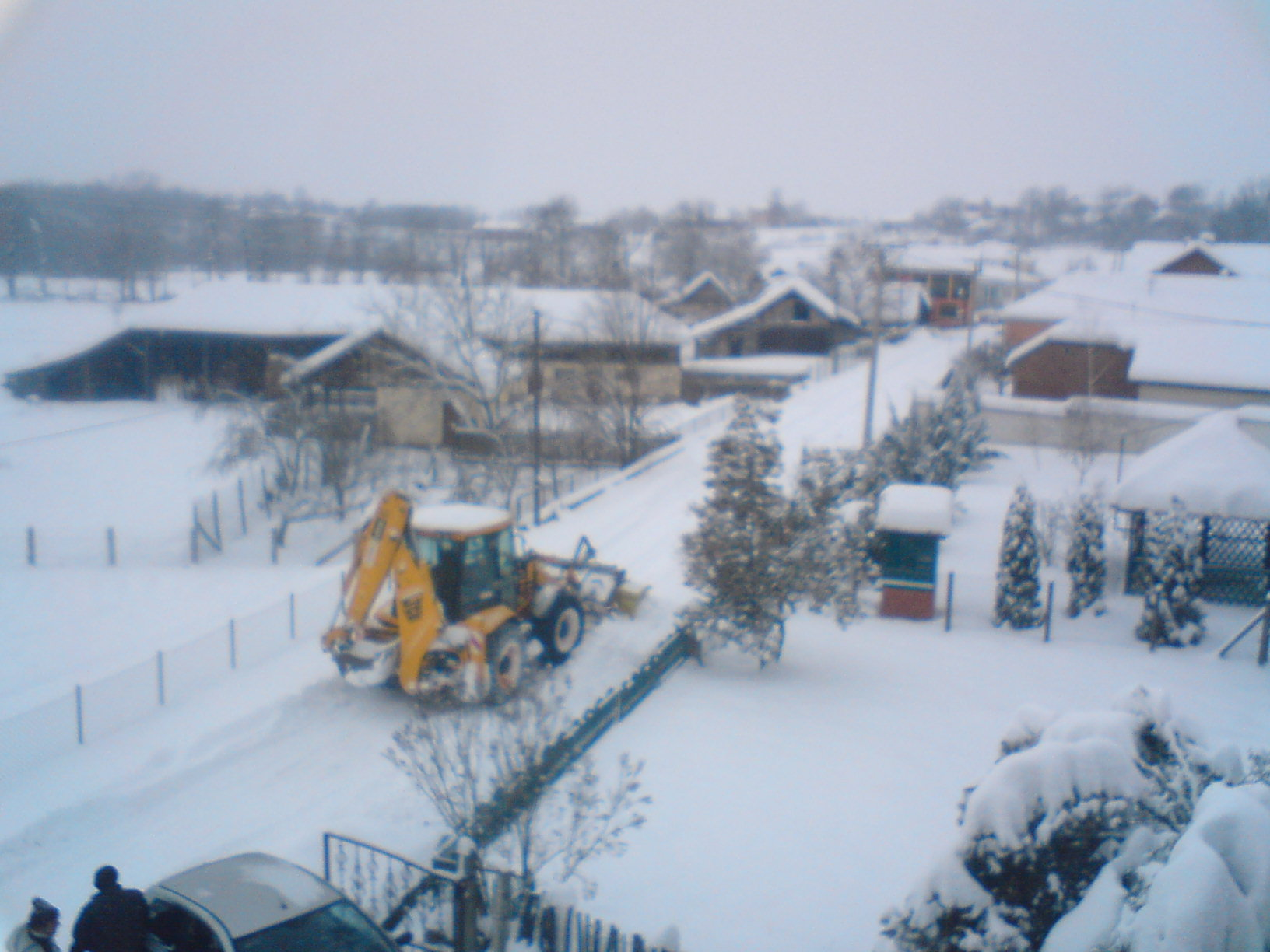
Schneeräumung in Batočina, Zentralserbien, 11.2.

Im ganzen Landesinneren der Balkanhalbinsel, in Kroatien, Montenegro, Bosnien und Herzegowina, Serbien, Albanien und dem Kosovo, Mazedonien, Bulgarien, Nordgriechenland herrschten ab Ende Januar Temperaturen gebietsweise bis unter –25 °C. Durch schwere Schneefälle kam es zu weitreichenden Verkehrsbehinderungen und zahlreiche Dörfer und Landstriche waren über eine Woche von der Außenwelt abgeschnitten.
In Bulgarien wurden die tiefsten Temperaturen seit Beginn der Wetteraufzeichnungen vor 100 Jahren gemessen.
In einigen Gemeinden Serbiens, in Montenegro, Mazedonien und im kroatischen Dalmatien an der Adria wurde wegen der Neuschneemengen mit 4. Februar der Notstand ausgerufen.
In Serbien waren um den 5. Februar über 70.000 Menschen von der Umwelt abgeschnitten, am 9. Februar meldete Belgrad mit –15 °C die tiefste jemals gemessene Temperatur.
Die Energieknappheit in Serbien führte zu Stromabschaltungen großer Industriebetriebe.
In Bosnien–Herzegowina kam es mit Schneehöhen bis zwei Meter zu den schwersten Schneefällen seit Beginn der Wetteraufzeichnungen, in Sarajevo kam mit einem Meter Neuschnee am Wochenende des 4./5. das öffentliche Leben zum Erliegen.
In Albanien brach in der zweiten Februarwoche eine Grippeepidemie aus, Medikamente mussten per Hubschrauber in abgelegene Gebiete verbracht werden.
Split in Kroatien, wo der Schnee bis ans Meer lag, vermeldete, innerhalb von fünf Tagen einen Zwei-Jahres-Bedarf an Gipsmaterial für medizinische Versorgung verbraucht zu haben.

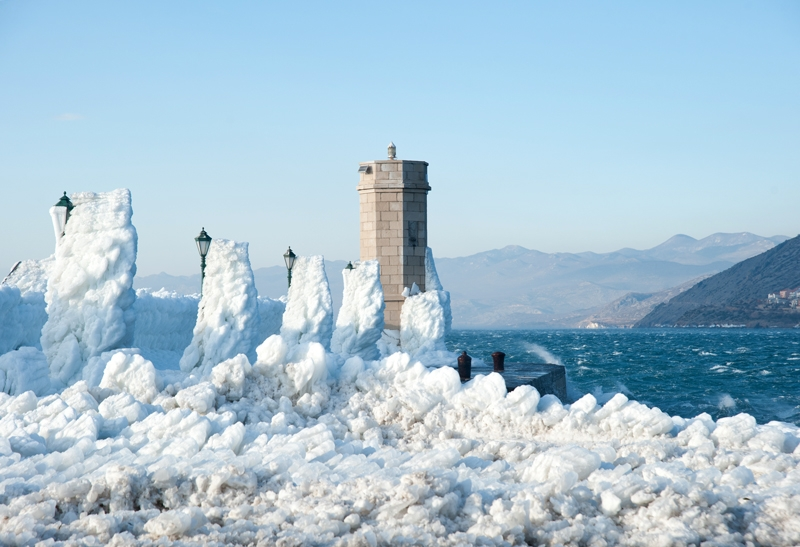
Eisbildung der Bora an der Adriaküste, bei Senj, Kvarner-Bucht, 9.2.

Über der nördlichen Adria tobten am 8. Februar wieder schwere Bora-Stürme, auf Istrien, im slowenischen Vipavaska Dolina und im Velebit mit über 110 km/h, Spitzenböen über 200 km/h.
Die Orkanböen richteten beträchtlichen Schaden an, bis nach Venedig, wo die 9 m hohe Symbolstatue des Karneval umgeweht wurde.

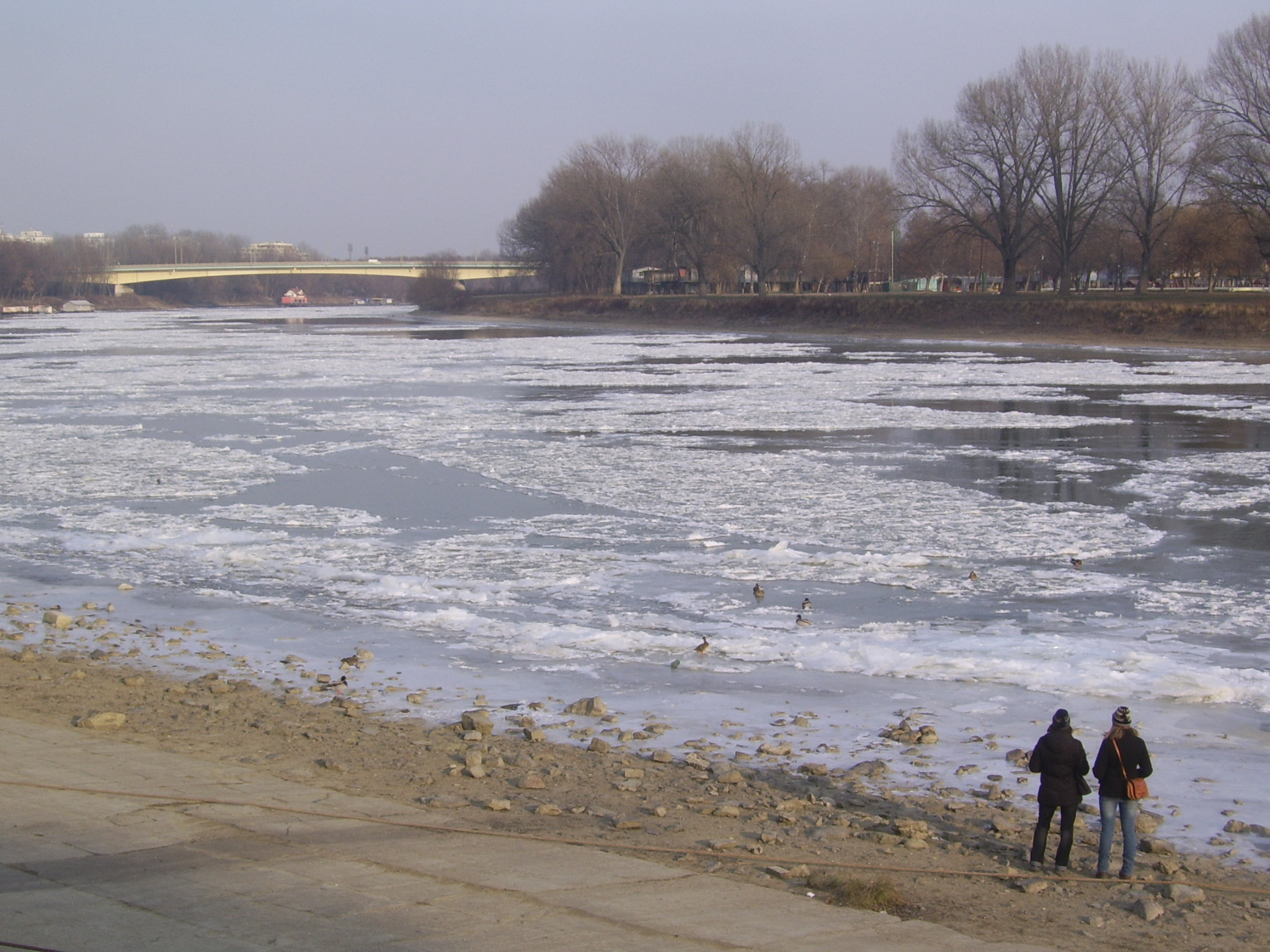
Überfrierende Theiß in Szeged, 2.2.

Am Südbalkan – in Teilen Bulgariens, Rumäniens, der europäischen Türkei und in Nordgriechenland – ging am 6. Februar der Schneefall, der bis nach Kreta gereicht hatte, in starken Regen über, es kam zu Überflutungen und Stauseeüberläufen.
Ein Dammbruch des Stausees Iwanowo am Oberlauf der Mariza in Bulgarien zerstörte den Ort Biser (800 Einwohner) fast vollständig und forderte mehrere Todesopfer, bis nach Edirne/Türkei trat die Mariza (Evros) über die Ufer, der Hauptgrenzübergang Türkei–Bulgarien dort war unpassierbar, auch in Nordgriechenland flussabwärts musste – wie schon in mehreren Jahren davor – wieder der Notstand ausgerufen werden.
In der Nacht auf den 7. Februar griffen die Schneefälle auch auf den pannonischen Raum und über die Alpen über, hier fielen bei Temperaturen unter –10 °C bis zu 20 cm Schnee und sorgten für ein Verkehrschaos vom Alpenvorland
über Wien und Budapest bis Ostungarn.
In Ungarn waren bis 8. Februar laut Katastrophenschutzbehörde etwa 25.000 Helfer im Einsatz, um Menschen vor der Kälte zu retten. Trotzdem waren bis dahin schon 55 Tote zu beklagen.
Um den 8. Februar reichten die Schneefälle wieder bis nach Athen.
Mit Einsetzen der weiteren Schneewelle während des Wochenendes am 11. und 12. Februar waren im mittleren Balkan, dem Zentrum der Niederschläge, in Montenegro, Südserbien, im Kosovo und in den ostrumänischen Kreisen Vrancea und Buzău um die 100.000 Menschen in ihren Orten eingeschlossen. Versorgung war nur mehr mit dem Hubschrauber möglich.
In Carligu Mic, Buzău mussten Menschen aus bis über die Dächer eingewehten Häusern befreit werden, hier erreichten die Wechten 4–5 m Höhe.
Der Großteil des Staates Montenegro, der hauptsächlich im Bergland des Südbalkan liegt, war bis zum 12. Februar fast völlig von der Außenwelt abgeschnitten, in Podgorica, der montenegrinischen Hauptstadt, etwa hatte es 11./12. neuerlich einen halben Meter Neuschnee gegeben, im ganzen Land wurde der Ausnahmezustand verhängt, der private Pkw-Verkehr wegen der Ausnahmezustände und des erhöhten Energieverbrauchs großteils verboten.
Der Ausnahmezustand konnte erst mit Samstag, den 18., wieder aufgehoben werden.
Im Kosovo gab es auch Lawinenopfer. Am Sonntag stürzte unter der Schneelast auch das Dach der Skenderija-Olympiahalle in Sarajevo ein.
Die Donauschifffahrt war auf einem Großteil der Strecke im Raum Rumänien/Bulgarien zum Erliegen gekommen, bei Russe flussabwärts war die Donau schon in der ersten Februarwoche fast vollständig zugefroren, später fror sie bei Silistra komplett zu.
Serbien mietete ungarische Eisbrecher an, um die Donau bei Belgrad offenzuhalten.
Zunehmend waren auch Flussabschnitte flussaufwärts bis Österreich unbefahrbar; Da die Schleusengebiete in Niederösterreich gesperrt wurden, kam der Schiffsverkehr auf der gesamten österreichischen Donau zum Erliegen, bald danach auch in der Slowakei.
Mit der neuerlichen Kältewelle ab dem 11. Februar war die Donau auf fast ihrer ganzen Länge des Mittel- und Unterlaufs, auf vielen hundert Kilometern, für die Schifffahrt gesperrt.
Auch die Theiß mit ihren Nebenflüssen in Ungarn begann zuzufrieren.
Im Donauraum wurden erste Vorbereitungen für den befürchteten kommenden schweren Eisstoß getroffen: Besonders in Rumänien und Serbien waren 90 % der Wasseroberfläche von Eis bedeckt, die Eisdecke bis zu 15 cm stark.
Im Belgrader Stadtbezirk Zemun (an der Mündung der Save in die Donau) riss das Eis am 20. Februar ganze Schwimmstege mitsamt dutzender angetäuter Boote und Yachten weg.
Im Nachhinein wurde bekannt, dass der Wiener Neustädter Kanal (Niederösterreich), der in seiner gesamten Länge unter Denkmalschutz und in weiten Teilen auch unter Naturschutz steht, auf einer Länge von 14 km bis zum Boden durchgefroren war. Dabei verendete der gesamte Fischbestand; er wurde durch neue Forellen ersetzt.

### Schwarzmeerraum

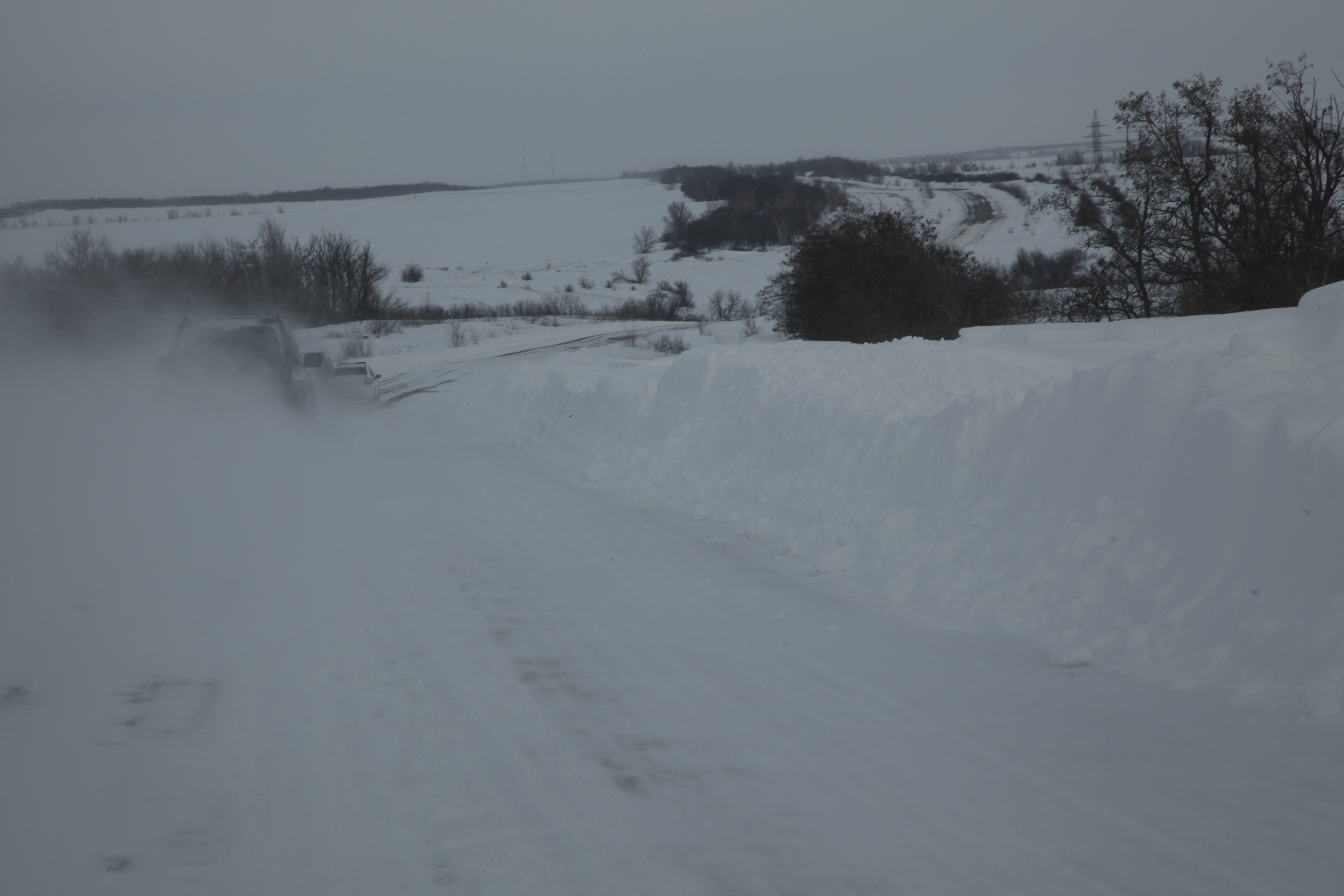
In der Oblast Wolgograd, 3. Februar

Nachdem im äußeren Südosten Europas in der ersten Phase der Kältewelle primär die Berggebiete Rumäniens und Bulgariens mit Behinderungen zu kämpfen hatten, waren ab der ersten Februarwoche alle Schwarzmeeranrainergebiete betroffen.
Neben der Slowakei waren besonders die Region um Lowetsch in Nordbulgarien und große Teile Südrumäniens von den schweren Schneestürmen der dritten Januarwoche betroffen.
Im rumänischen Kreis Giurgiu waren um den 26. Januar zahlreiche Autofahrer in bis zu drei Meter hohen Schneeverwehungen eingeschlossen worden und mussten mit Hilfe des Militärs befreit werden. Der Flughafen Bukarest wurde gesperrt, wegen Sturms und Seegang etwa der rumänische Hafen Constanța.
Am 30. Januar traf ein heftiger Sturm vornehmlich die georgisch-türkische Grenzregion, wo die Küstenverbindung bei Sarpi unpassierbar wurde.
Am 8. Februar fegten schwere Stürme über Südrussland, die Ukraine, die Türkei und die Küste von Bulgarien, mit bis zu fünf Meter hohen Brechern.
In der Region Krasnodar brachen Strommasten, bei Temperaturen von –20 °C waren über 10.000 Menschen ohne Strom.
Die Häfen Burgas und Varna in Bulgarien mussten gesperrt werden.
Am Atatürk-Flughafen Istanbul wurden Flüge gestrichen, die Fährverbindungen von Istanbul über das Marmarameer mussten eingestellt werden.
Dieses Tief brachte auch heftige Schneefälle in Georgien, Armenien, wo der internationale Flughafen Jerewan-Swartnoz gesperrt werden musste, und auch Aserbaidschan.
Nahe dem bulgarischen Burgas, in Sarafowo, legten die Brecher Reste einer römischen Siedlung frei – dass das passieren könnte, wurde schon nach einem Sturm September 2011 vermutet, man fand auch eine Säule mit dem – bisher unbekannten – Namen der Siedlung.
Die Straße von Kertsch, zwischen Schwarzem und Asowschen Meer, war komplett zugefroren, über 120 Schiffe wurden dort vom Eis eingeschlossen.
Bis zum zweiten Februarwochenende erreichte die Kältewelle auch die Gebiete in Ostanatolien, wo nach dem Erdbeben im Oktober (Erdbeben von Van) noch immer über 140.000 Menschen in Notunterkünften oder Zelten wohnten, bei Temperaturen unter dem Gefrierpunkt, mit gleichzeitig bis zu 30 Zentimeter Schnee.

### Europäische Energieversorgung

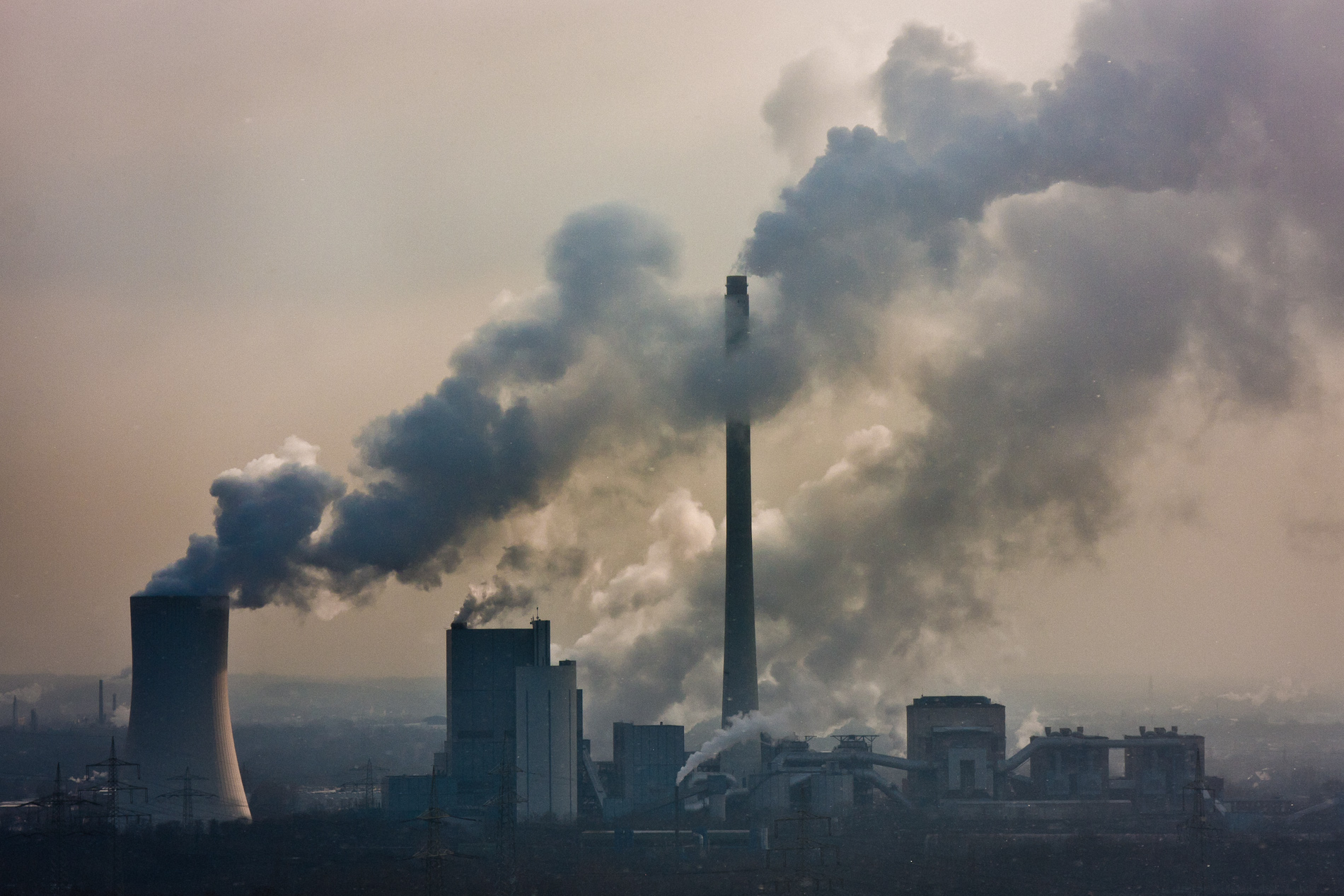
Kraftwerk Herne (NRW) unter Last, 7. Februar 2012

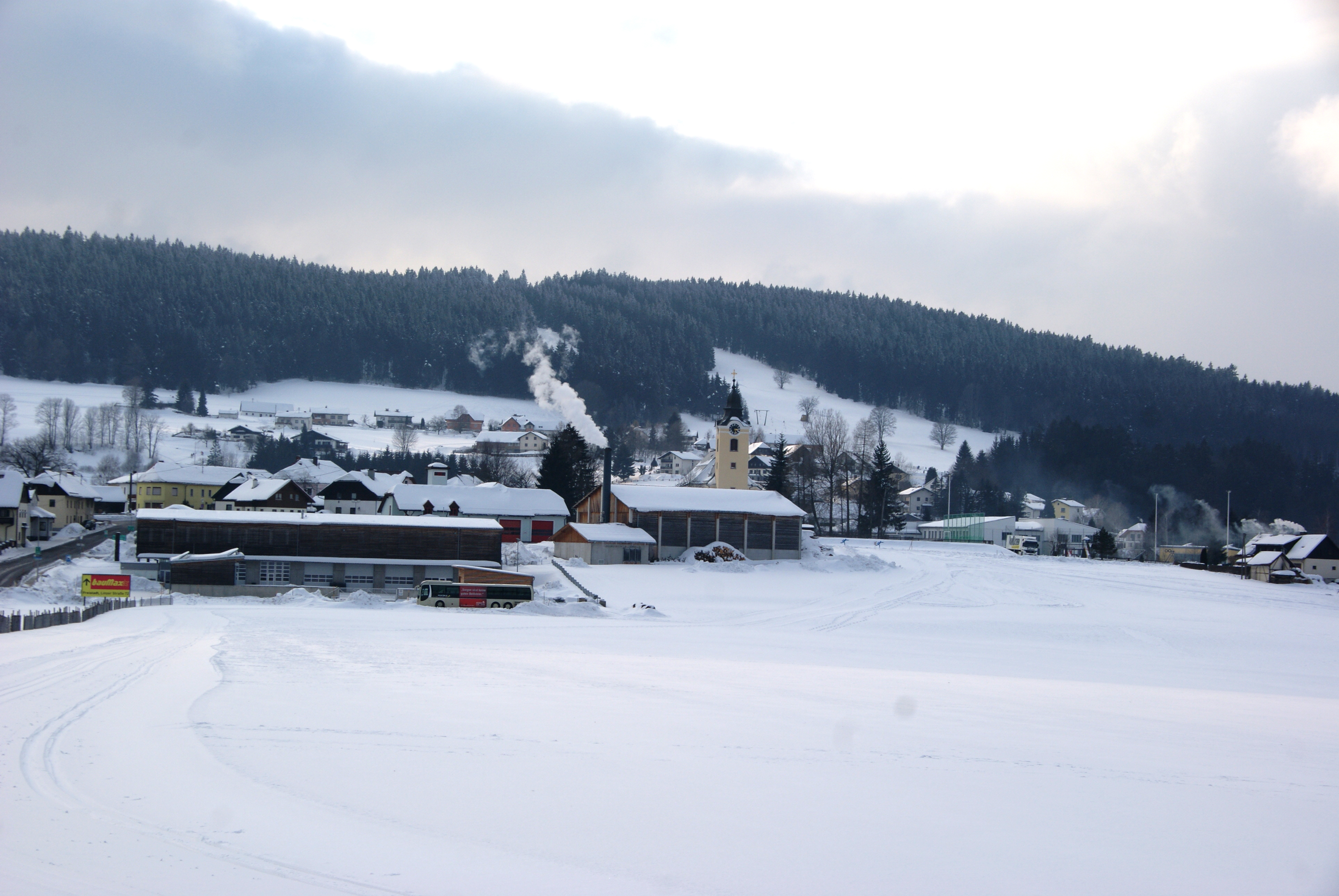
Örtliches Biomasse-Kleinkraftwerk, Sandl OÖ, 5.2., um –15 °C

Der Gasverbrauch im gesamten europäischen Raum stieg stark; vereinzelt wurden Lieferengpässe durch mangelnde Pipelinekapazitäten in manchen Regionen, wie beispielsweise in Süddeutschland oder Frankreich, befürchtet. Wie schon seit 2005 reduzierte das russische Unternehmen Gazprom während der Kältewelle vertragsgemäß die gelieferte Gasmenge, da auch in Russland der Heizbedarf anstieg.
In Frankreich reichten die Kraftwerkskapazitäten zeitweise nicht aus, um den Strombedarf zu decken; das Land wurde zum Strom-Nettoimporteur. Der Bedarf stieg über 100 GW (das entspräche etwa 80 Kernkraftwerken, es waren aber nur etwa 55 am Netz), was einen neuen Verbrauchsrekord bedeutete. Spitzenstrom wurde an der Pariser Strombörse zeitweise zum dreifachen Preis gehandelt wie in Deutschland.
In Frankreich sind viele Häuser schlecht isoliert und werden mit Strom beheizt.
Am 10. Februar musste Bulgarien auf Grund des eigenen hohen Stromverbrauchs und einer Kraftwerkspanne die Stromexporte in benachbarte Länder einstellen.
Serbien verzeichnete während dieser Kälteperiode den höchsten Stromverbrauch pro Tag in der Geschichte des Landes, über 160 GWh. Als präventive Maßnahme, um das Energieversorgungssystem vor dem Zusammenbruch zu bewahren, schloss die serbische Regierung Staatsunternehmen, Behörden, Schulen und Universitäten im gesamten Land eine Woche lang.
In Deutschland war, nach dem 2011 (mit der Abschaltung von acht Kernkraftwerken) begonnenen Atomausstieg, die Kältewelle der erste große Härtetest der Stromnetzstabilität. Deutschland blieb (auch aufgrund des hohen Solarpotentials in Süddeutschland) die meiste Zeit Nettoexporteur;
es holte zweimal vorsorglich Kaltreservekraftwerke ans Netz, eigene und in Österreich.
Auch in Italien wurden einige als Kaltreserve bereitgehaltene Anlagen eine Weile in Betrieb genommen.

## Schadensbilanz
Man geht von 650 direkten Erfrierungsopfern aus, hauptsächlich in den osteuropäischen Ländern und am Balkan. Am Balkan waren um die 100.000, am Ostbalkan 30.000 Menschen tagelang von der Außenwelt abgeschnitten.
Die EU bewilligte als Sofortmaßnahme für die bulgarischen Flutopfer Hilfsgelder aus dem Katastrophenfonds in der Höhe von etwa 10 Mio. €.
Auch die USA und China versprachen Hilfsgelder.

## Zur Benennung durch eine Werbeagentur
Seit 1954 benennt das Meteorologische Institut der FU Berlin Hoch- und Tiefdruckgebiete, die das Wetter in Europa beeinflussen. Anlässlich einer Budgetkürzung vor einigen Jahren wurde eine Wetterpatenschaft ins Leben gerufen, bei der man gegen eine Geldzahlung einen Namen eintragen lassen kann. Hoch Cooper erregte Aufmerksamkeit, der Name war ein Einfall einer Münchner Werbeagentur, die eine Kampagne für den Autohersteller Mini Deutschland der BMW-Group zur baldigen Einführung eines Nachfolgemodells des bekannten britischen Mini Cooper betreut.
Das Büro Wetterpate der FU Berlin betonte, dass es sich dabei um anerkannte Vornamen handele.
BMW ließ verlautbaren, dass es der Firma leid täte, gerade dieses verheerende Hoch benannt zu haben.
Auch der Name Minnie war ursprünglich schon reserviert worden, das Tief wurde aber Maike genannt.